# Small Bump
"Small Bump" là bài hát của ca sĩ-nhạc sĩ người Anh Ed Sheeran, là đĩa đơn thứ năm trích từ album phòng thu đầu tay của Ed Sheeran, +. Bài hát do Ed Sheeran sáng tác và do Jake Gosling sản xuất. Bài hát xếp hạng cao nhất ở vị trí thứ 25 trên UK Singles Chart. Bài hát được phát trên sóng radio với tư cách là đĩa đơn thứ sáu và cuối cùng trong + tại Úc, nơi "Give Me Love" mới là đĩa đơn thứ năm.

## Bối cảnh
Vào ngày 26 tháng 3 năm 2012, Sheeran thông báo trên Twitter rằng "Small Bump" sẽ là đĩa đơn thứ năm trong album + và nói "Trước khi nó ra mắt, tôi muốn là người đầu tiên thông báo bài hát nào trong '+' sẽ là đĩa đơn thứ năm." Anh tweet thêm: "Và đó là.... Small Bump." Bài hát được viết ở khóa si giáng trưởng. Bài hát nói về người bạn thân của Ed Sheeran và bày tỏ lòng xót xa vì việc sảy thai của cô. Bài hát được viết ở ngôi thứ nhất. Bản remix của Asa & Stumbleine dự định đưa vào EP nhưng không thể hoàn thành.

## Danh sách bài hát
| Đĩa đơn CD quảng bá | Đĩa đơn CD quảng bá | Đĩa đơn CD quảng bá |
| STT                 | Nhan đề             | Thời lượng          |
| ------------------- | ------------------- | ------------------- |
| 1.                  | "Small Bump"        | 4:19                |

| EP tải kĩ thuật số | EP tải kĩ thuật số                  | EP tải kĩ thuật số |
| STT                | Nhan đề                             | Thời lượng         |
| ------------------ | ----------------------------------- | ------------------ |
| 1.                 | "Small Bump"                        | 4:19               |
| 2.                 | "Small Bump" (Live uStream Version) | 6:52               |
| 3.                 | "Small Bump" (SBTV A64 Version)     | 3:34               |
| 4.                 | "Small Bump" (Instrumental)         | 4:19               |
| 5.                 | "Small Bump" (Acoustic)             | 3:54               |

## Xếp hạng
| Bảng xếp hạng (2012–13)         | Vị trí cao nhất |
| ------------------------------- | --------------- |
| Úc (ARIA)                       | 14              |
| Ireland (IRMA)                  | 17              |
| New Zealand (Recorded Music NZ) | 11              |
| Scotland (OCC)                  | 21              |
| Anh Quốc (OCC)                  | 25              |

| Bảng xếp hạng (2012)                 | Vị trí |
| ------------------------------------ | ------ |
| UK Singles (Official Charts Company) | 142    |

## Chứng nhận
| Quốc gia | Chứng nhận | Số đơn vị/doanh số chứng nhận |
| --- | ---------- | ----------------------------- |
| Úc (ARIA) | Bạch kim   | 70.000^                       |
| New Zealand (RMNZ) | Vàng       | 7.500*                        |
| Anh Quốc (BPI) | Vàng       | 400.000‡                      |
| Stream |            |                               |
| Đan Mạch (IFPI Đan Mạch) | Vàng       | 1.300.000^                    |
| * Chứng nhận dựa theo doanh số tiêu thụ. ^ Chứng nhận dựa theo doanh số nhập hàng. ‡ Chứng nhận dựa theo doanh số tiêu thụ và phát trực tuyến. |            |                               |